# Лумля
Лу́мля — село в Україні, у Коростенському районі Житомирської області. Населення становить 310 осіб. Входить до складу Малинської міської громади.
Через село протікає річка Лумля, що за селом впадає до річки Різня. На околиці села розташований ландшафтний заказник «Круча», а на північ від села —Лумлянський заказник.

## Історія
У 1923—54 роках — адміністративний центр Лумлянської сільської ради Малинського району.
Село зазнало обстрілів 29 березня під час вторгнення Росії в Україну 2022 року.

## Населення

### Мова
Розподіл населення за рідною мовою за даними перепису 2001 року:
| Мова       | Кількість | Відсоток |
| ---------- | --------- | -------- |
| українська | 305       | 98.39%   |
| російська  | 4         | 1.29%    |
| польська   | 1         | 0.32%    |
| Усього     | 310       | 100%     |